# Banda del Río Salí
Banda del Río Sali je město ležící v provincii Tucumán v severozápadní Argentině. Je sídlem departementu Cruz Alta. Leží tři kilometry východně od hlavního města provincie San Miguel de Tucumán a je součástí metropolitní oblasti hlavního města provincie, se kterým je propojeno mostem nad řekou Dulce. Při sčítání lidu v roce 2010 mělo město 63 226 obyvatel.
Město bylo formálně založeno až v roce 1972 v důsledku velkého populačního a hospodářského růstu oblasti. Město je známé zpracováním cukru, nachází se zde velký cukrovar. V minulosti zde sídlilo až jedenáct cukrovarů. I z tohoto důvodu bývá město nazýváno Capital Nacional del Azucar, tedy Národní hlavní město cukru. Kromě toho se zde nachází také ropná rafinerie spadající pod společnost Refinery del Norte.